# Carl Newman
Carl Newman (connu aussi sous le nom A.C. Newman) est un musicien canadien, né le 14 avril 1968. Il est surtout connu pour être le fondateur du supergroupe de rock indépendant The New Pornographers.

## Biographie
Carl Newman commence sa carrière dans les années 1990 dans le groupe de grunge/pop Superconductor. Quelque temps plus tard, il rejoint le groupe pop Zumpano, avec lequel il sortira 2 albums : Look What the Rookie Did (en 1995) et Goin' Through Changes (en 1996). Tous deux seront bien accueillis par la critique. Zumpano n'a jamais officiellement annoncé sa séparation.
Il crée en 1997 le groupe The New Pornographers, avec qui il a pour l'instant sorti 5 albums.
En 2004 il décidé de se lancer en solo, avec un premier album The Slow Wonder, bien accueilli par la critique. Il sera suivi par Get Guilty en janvier 2009 et Shut Down the Streets en octobre 2012.